# Rumunská hokejová reprezentace
Rumunská hokejová reprezentace je národním výběrem mužského ledního hokeje v Rumunsku a je členem Mezinárodní hokejové federace. Ve světovém žebříčku IIHF jsou v současnosti na 28. místě a hrají na mistrovství světa divize I. Soutěžili na čtyřech olympijských hrách.

## Olympijské hry
| ZOH        | Místo konání ZOH     | Umístění  |
| ---------- | -------------------- | --------- |
| ZOH – 1964 | Rakousko (Innsbruck) | 12. místo |
| ZOH – 1968 | Francie (Grenoble)   | 12. místo |
| ZOH – 1976 | Rakousko (Innsbruck) | 7. místo  |
| ZOH – 1980 | USA (Lake Placid)    | 8. místo  |

## Mistrovství světa v ledním hokeji
| MS        | Úroveň      | Místo turnaje                         | Umístění                         | Celkově                          |
| --------- | ----------- | ------------------------------------- | -------------------------------- | -------------------------------- |
| MS – 1931 | Elitní      | Krynica-Zdrój                         | 10. místo                        | 10. místo                        |
| MS – 1933 | Elitní      | Praha                                 | 9. místo                         | 9. místo                         |
| MS – 1934 | Elitní      | Milán                                 | 10. místo                        | 10. místo                        |
| MS – 1935 | Elitní      | Davos                                 | 11. místo                        | 11. místo                        |
| MS – 1937 | Elitní      | Londýn                                | 10. místo                        | 10. místo                        |
| MS – 1938 | Elitní      | Praha                                 | 13. místo                        | 13. místo                        |
| MS – 1947 | Elitní      | Praha                                 | 7. místo                         | 7. místo                         |
| MS – 1959 | Skupina B   | Plzeň                                 | Zlatá medaile                    | 13. místo                        |
| MS – 1961 | Skupina C   | Ženeva, Lausanne                      | Zlatá medaile                    | 15. místo                        |
| MS – 1963 | Skupina B   | Stockholm                             | Bronzová medaile                 | 11. místo                        |
| MS – 1966 | Skupina B   | Záhřeb                                | Stříbrná medaile                 | 10. místo                        |
| MS – 1967 | Skupina B   | Vídeň                                 | Stříbrná medaile                 | 10. místo                        |
| MS – 1969 | Skupina B   | Lublaň                                | 6. místo                         | 12. místo                        |
| MS – 1970 | Skupina B   | Bukurešť                              | 7. místo                         | 13. místo                        |
| MS – 1971 | Skupina C   | Nizozemsko                            | Zlatá medaile                    | 15. místo                        |
| MS – 1972 | Skupina B   | Bukurešť                              | 4. místo                         | 10. místo                        |
| MS – 1973 | Skupina B   | Štýrský Hradec                        | 4. místo                         | 10. místo                        |
| MS – 1974 | Skupina B   | Lublaň                                | 6. místo                         | 12. místo                        |
| MS – 1975 | Skupina B   | Sapporo                               | 5. místo                         | 11. místo                        |
| MS – 1976 | Skupina B   | Aarau, Biel                           | Zlatá medaile                    | 9. místo                         |
| MS – 1977 | Elitní      | Vídeň                                 | 8. místo                         | 8. místo                         |
| MS – 1978 | Skupina B   | Bělehrad                              | 4. místo                         | 12. místo                        |
| MS – 1979 | Skupina B   | Galați                                | Bronzová medaile                 | 11. místo                        |
| MS – 1981 | Skupina B   | Ortisei                               | 5. místo                         | 13. místo                        |
| MS – 1982 | Skupina B   | Klagenfurt                            | 5. místo                         | 13. místo                        |
| MS – 1983 | Skupina B   | Tokio                                 | 7. místo                         | 15. místo                        |
| MS – 1985 | Skupina C   | Megève, Chamonix, Saint-Gervais       | 4. místo                         | 20. místo                        |
| MS – 1986 | Skupina C   | Puigcerdà                             | 4. místo                         | 20. místo                        |
| MS – 1987 | Skupina C   | Kodaň, Herlev, Hørsholm               | Bronzová medaile                 | 19. místo                        |
| MS – 1989 | Skupina D   | Geel, Heist-op-den-Berg               | Stříbrná medaile                 | 26. místo                        |
| MS – 1990 | Skupina C   | Budapešť                              | 4. místo                         | 20. místo                        |
| MS – 1991 | Skupina C   | Brøndby                               | Bronzová medaile                 | 19. místo                        |
| MS – 1992 | Skupina B   | Klagenfurt                            | 6. místo                         | 18. místo                        |
| MS – 1993 | Skupina B   | Eindhoven                             | 6. místo                         | 18. místo                        |
| MS – 1994 | Skupina B   | Kodaň, Aalborg                        | 7. místo                         | 19. místo                        |
| MS – 1995 | Skupina B   | Bratislava                            | 8. místo                         | 20. místo                        |
| MS – 1996 | Skupina C   | Jesenice, Kranj                       | 6. místo                         | 26. místo                        |
| MS – 1997 | Skupina C   | Tallinn, Kohtla-Järve                 | 5. místo                         | 25. místo                        |
| MS – 1998 | Skupina C   | Budapešť, Székesfehérvár, Dunaújváros | Stříbrná medaile                 | 26. místo                        |
| MS – 1999 | Skupina C   | Eindhoven, Tilburg                    | Stříbrná medaile                 | 26. místo                        |
| MS – 2000 | Skupina C   | Peking                                | 6. místo                         | 30. místo                        |
| MS – 2001 | Divize II B | Bukurešť                              | Zlatá medaile                    | 29. místo                        |
| MS – 2002 | Divize I B  | Székesfehérvár, Dunaújváros           | 5. místo                         | 25. místo                        |
| MS – 2003 | Divize I A  | Budapešť                              | 5. místo                         | 26. místo                        |
| MS – 2004 | Divize I B  | Gdaňsk                                | 5. místo                         | 25. místo                        |
| MS – 2005 | Divize I B  | Eindhoven                             | 6. místo                         | 27. místo                        |
| MS – 2006 | Divize II A | Sofie                                 | Zlatá medaile                    | 29. místo                        |
| MS – 2007 | Divize I B  | Lublaň                                | 6. místo                         | 27. místo                        |
| MS – 2008 | Divize II A | Miercurea Ciuc                        | Zlatá medaile                    | 29. místo                        |
| MS – 2009 | Divize I B  | Toruň                                 | 6. místo                         | 28. místo                        |
| MS – 2010 | Divize II B | Narva                                 | Stříbrná medaile                 | 31. místo                        |
| MS – 2011 | Divize II B | Záhřeb                                | Zlatá medaile                    | 29. místo                        |
| MS – 2012 | Divize I B  | Krynica                               | 4. místo                         | 26. místo                        |
| MS – 2013 | Divize I B  | Doněck                                | 4. místo                         | 26. místo                        |
| MS – 2014 | Divize I B  | Vilnius                               | 6. místo                         | 28. místo                        |
| MS – 2015 | Divize II A | Reykjavík                             | Zlatá medaile                    | 29. místo                        |
| MS – 2016 | Divize I B  | Záhřeb                                | 6. místo                         | 28. místo                        |
| MS – 2017 | Divize II A | Galați                                | Zlatá medaile                    | 29. místo                        |
| MS – 2018 | Divize I B  | Kaunas                                | 5. místo                         | 27. místo                        |
| MS – 2019 | Divize I B  | Tallinn                               | Zlatá medaile                    | 23. místo                        |
| MS – 2020 | Divize I A  | Lublaň                                | Zrušeno kvůli pandemii covidu-19 | Zrušeno kvůli pandemii covidu-19 |
| MS – 2021 | Divize I A  | Lublaň                                | Zrušeno kvůli pandemii covidu-19 | Zrušeno kvůli pandemii covidu-19 |
| MS – 2022 | Divize I A  | Lublaň                                | 5. místo                         | 21. místo                        |
| MS – 2023 | Divize I A  | Nottingham                            | 5. místo                         | 21. místo                        |
| MS – 2024 | Divize I A  | Bolzano                               | 4. místo                         | 20. místo                        |
| MS – 2025 | Divize I A  | Sfântu Gheorghe                       | 6. místo                         | 22. místo                        |
| MS – 2026 | Divize I B  |                                       |                                  |                                  |